# Izlog jeftinih slatkiša
Izlog jeftinih slatkiša (slovensko Izložba cenenih sladkarij) je četrti studijski album slovenske avantgardne rock skupine Buldožer, izdan leta 1980 pri založbi Helidon. Velja za najbolje prodajano plošča skupine. Velik uspeh je dosegla pesem »Žene i muškarci«, ki je postala znana po celi Jugoslaviji. Vsaka pesem je poleg naslova opredeljena tudi z glasbenim žanrom, ki naj bi jo predstavljal. Album je bil leta 1998 uvrščen na 55. mesto lestvice 100 najboljših jugoslovanskih rock in pop albumov v knjigi YU 100: najbolji albumi jugoslovenske rok i pop muzike.

## Seznam pesmi
| Stran A | Stran A                                | Stran A                     | Stran A | Stran A |
| Št.     | Naslov                                 | Besedilo                    | Glasba  | Dolžina |
| ------- | -------------------------------------- | --------------------------- | ------- | ------- |
| 1.      | „Boogie za prijatelja‟ (boogie-woogie) | Ivan Volarič - Feo          |         | 2:26    |
| 2.      | „Hvala ti za krv‟ (slow beat)          | Boris Bele                  |         | 3:06    |
| 3.      | „Higijena‟ (punk)                      | Marko Brecelj ⦁ Vili Bertok | Brecelj | 1:47    |
| 4.      | „Okrutni bogovi istoka‟ (psychedelic)  | Brecelj                     |         | 5:40    |
| 5.      | „Jeftini slatkiši‟ (evergreen)         | Brecelj                     | Brecelj | 3:57    |

| Stran B         | Stran B                          | Stran B         | Stran B                           | Stran B |
| Št.             | Naslov                           | Besedilo        | Glasba                            | Dolžina |
| --------------- | -------------------------------- | --------------- | --------------------------------- | ------- |
| 1.              | „Novo vrijeme‟ (new wave)        | Brecelj         | Brecelj                           | 2:42    |
| 2.              | „Make-Down‟ (walzer)             | Bele            |                                   | 2:44    |
| 3.              | „Karlo‟ (pop swing)              | Bele            | Bele ⦁ Borut Činč ⦁ Davor Slamnig | 3:49    |
| 4.              | „Slovinjak punk‟ (polka)         | Bele            | Bele ⦁ Činč ⦁ Slamnig             | 2:39    |
| 5.              | „Žene i muškarci‟ (disco-reggae) | Bele            | Bele ⦁ Činč ⦁ Slamnig             | 3:47    |
| Skupna dolžina: | Skupna dolžina:                  | Skupna dolžina: | Skupna dolžina:                   | 31:25   |

## Zasedba

### Buldožer
- Boris Bele — glavni vokal, kitara
- Davor Slamnig — kitara
- Dušan Vran — bobni
- Andrej Veble — bas kitara, spremljevalni vokali
- Borut Činč — klavir, orgle, spremljevalni vokali, koprodukcija, glavni vokal in harmonika (B2)

### Ostali
- Jože Slak-Doka — oblikovanje naslovnice
- Martin Žvelc — mastering
- Aco Razbornik — snemanje
- Lado Jakša — saksofon (A1, B3)
- Metka Močnik — vokal (A2, B5)
- Srečo Papič — sitar (A4)
- Rado Hribar — vokal (B5)